# Ruszelczyce
Ruszelczyce – wieś w Polsce położona w województwie podkarpackim, w powiecie przemyskim, w gminie Krzywcza. Leży nad Sanem.
W latach 1975–1998 miejscowość administracyjnie należała do województwa przemyskiego.

## Części wsi
| SIMC    | Nazwa    | Rodzaj     |
| ------- | -------- | ---------- |
| 0605252 | Za Sanem | przysiółek |

## Historia
Jest to jedna z najstarszych miejscowości na terenie gminy Krzywcza. Podczas badań archeologicznych w roku 1975 zlokalizowano tam pięć stanowisk, na których odnaleziono ślady osadnictwa z okresu prahistorycznego oraz okresu wpływów rzymskich. Na terenie "Gazonu" zlokalizowano resztki wałów ziemnych, które mogą być pozostałością po dawnym dworze obronnym (w późniejszych czasach dwór przeniesiono nieco niżej). Odnaleziono tam również kilka skorup prahistorycznych.
Co do nazwy, to prawdopodobnie pochodzi ona od ukraińskiego słowa "rusło", oznaczającego koryto rzeki. Kilkaset lat temu nurt Sanu miał bieg zupełnie inny niż dziś. 
Do pozostałości, które możemy zobaczyć obecnie, należy staw na Międzyłużu oraz mokradła na tzw. Granicy, czyli po drugiej stronie szosy. W okolicy Ruszelczyc San dzielił się na dwie odnogi, które łączyły się w pobliżu Kupnej. Po tych przesunięciach Sanu pozostały starorzecza, co prawdopodobnie przyczyniło się do powstania nazwy tej miejscowości. Niektórzy twierdzą, że rubaszną nazwę miejscowości wymyślił znany komediopisarz Aleksander Fredro, jeżdżąc z Przemyśla do Nienadowej. Jest to tylko śmieszna opowiastka, gdyż miejscowość posiada metrykę średniowieczną - Rusielczycze w 1398, a Ruszielczycze w 1486.
Ruszelczyce była to wieś królewska, później prywatna wzmiankowana w 1389 w nadaniu Władysława Jagiełły dla Piotra Kmity. W 1398 należały do braci Jana i Szymona synów Dziersława z Brześcia i wchodziły w skład uposażenia krzywieckiej parafii. Następnie około roku 1446 kupił Ruszelczyce Rafał z Krzywczy. Od 1508 wieś weszła w skład klucza bachowskiego i przez 63 lata oddawała dziesięcinę oszacowaną na 100 florenów do kościoła w Babicach. W roku 1707 Ruszelczyce miały trzech właścicieli. Byli to: Adam Górski z Przyborowa wraz z żoną Joanną Górską Makowiecką - dziedzice całych Ruszelczyc oraz Kazimierz Korabiowski właściciel samej wsi i Franciszek Śliżowski - dziedzic części ziem. Wtedy to znowu dziesięciny były oddawane do Babic. Powodem takiej sytuacji było położenie miejscowości na granicy między ziemią przemyską z miasteczkiem Krzywcza a sanocką z miasteczkiem Babice. Przez dłuższą część swojej historii Ruszelczyce należały do klucza bachowskiego. W 1880 były własnością Stanisława hr. Konarskiego. Ostatnimi właścicielami wsi byli Romanowscy. Podobno w miejscowości znajduje się średniowieczny kopiec sygnalizacyjny.
Istniała tu w XVIII w. parafia greckokatolicka pod wezwaniem Zmartwychwstania Jezusa Chrystusa, następnie filia parafii w Krzywczy (1805 r.) i Skopowie (1845 r.). Cerkiew po 1962 popadła w ruinę i została rozebrana. Naprzeciw przystanku PKS znajduje się cmentarz greckokatolicki.
Staraniem gminy i obszaru dworskiego w Ruszelczycach z dniem 1 września 1904 utworzono szkołę jednoklasową. Wcześniej dzieci uczęszczały do szkoły dwuklasowej w Krzywczy. Obecnie w miejscowości funkcjonuje Szkoła Podstawowa do VIII klasy.
W 1880 r. wieś liczyła 103 domy z 662 osobami (430 grek., 162 rzym., 70 mojż.), a w 1921 r. 140 domów z 782 mieszkańcami (469 grek., 287 rzym., 26 mojż.)
Na terenie "Gazonu" zachował się budynek niemieckiej straży granicznej z okresu II wojny światowej. Budynek drewniany na betonowym podpiwniczeniu ma po bokach dwie kamienne kaponierki ze strzelnicami. Po wojnie używany był jako Izba Porodowa, Dom Pogodnej Starości, a obecnie jako Ośrodek Wypoczynkowy ZHP.